# Univerza v Sieni
Univerza v Sieni (uradni italijanski naziv Università degli Studi di Siena) je univerza s sedežem v Sieni, ki je bila ustanovljena leta 1240 za potrebe univerzitetnega izobraževanja.
Danes ima univerza 9 fakultet in okoli 20.000 študentov.